# Monete euro monegasche
     Zona euro
     UE appartenenti agli AEC II
     UE appartenenti agli AEC II con deroga
     UE non appartenenti agli AEC II
     Non UE che usano bilateralmente l'euro
     Non UE che usano unilateralmente l'euro
Le monete euro monegasche sono le monete in euro coniate dal Principato di Monaco tramite la Zecca di Stato francese, la Monnaie de Paris.
Nonostante il Principato di Monaco non faccia parte dell'Unione europea, è autorizzato a coniare monete in euro e a utilizzare l'euro come valuta nazionale, in forza degli accordi finanziari esistenti con la Francia (membro dell'UE). La stessa regola vale anche per Città del Vaticano, Andorra e per la Repubblica di San Marino, non facenti parte dell'Unione europea, ma che possono ugualmente coniare e utilizzare l'euro, per gli accordi finanziari con gli Stati confinanti.
Gli euro monegaschi sono stati coniati finora in due serie:
- la prima (dal 2001 al 2005) presenta lo stemma della famiglia Grimaldi (che è anche lo stemma nazionale del Principato) sulle monete da 1, 2 e 5 centesimi, un cavaliere del Principato (tratto dal sigillo di Stato) su quelle da 10, 20 e 50 centesimi, i volti sovrapposti del principe Ranieri III di Monaco e di suo figlio Alberto II di Monaco su quelle da 1 euro e il solo volto di Ranieri III su quelle da 2 euro;
- la seconda (dal 2006 a oggi) presenta lo stemma della famiglia Grimaldi sulle monete da 1, 2 e 5 centesimi, il monogramma dell'attuale Principe di Monaco, Alberto II, su quelle da 10, 20 e 50 centesimi e il volto di Alberto II su quelle da 1 e 2 euro.

In tutte le monete è iscritta la parola "Monaco" e le 12 stelle dell'UE.
Va detto inoltre che nel 2007 e nel 2009 il Principato di Monaco ha coniato rispettivamente 1 e 2 euro con la nuova effigie del principe Alberto II autonomamente. Nel primo conio è stato inoltre rettificato un errore di circa 2 500 coniature senza i simboli della zecca. Questo conio è oggi ricercato da molti collezionisti e ha un grande valore. Le monete sono tutte coniate nella zecca francese (stabilimento di Pessac) e presentano due contrassegni: il primo, la cornucopia, è sempre presente ed è il contrassegno della Zecca; Il secondo, invece, distingue i vari direttori della Zecca:
- 2001 – 2002 – il ferro di cavallo – Direttore Gérard Buquoy
- 2003 – il cuore – Direttore Serge Levet
- 2004 – 2010 – il corno – Direttore Hubert Larivière
- 2011 – il pentagono – Direttore Yves Sampo

A partire dal 2012, in seguito all'accordo firmato con l'Unione europea nel 2010, il Principato di Monaco ha cominciato a emettere un numero maggiore di monete da 2 euro e da 1 euro, regolarmente circolanti, nell'ottica di destinare alla circolazione almeno l'80% di tutta la produzione monetaria.

## Faccia nazionale

### 1ª serie – Principe Ranieri III (2001-2005)
| € 0,01                                                                  | € 0,02                            | € 0,05                                                                                                 |
| ----------------------------------------------------------------------- | --------------------------------- | --- |
|                                                                         |                                   | |
| Stemma della famiglia Grimaldi, tratto dallo stemma nazionale monegasco |                                   | |
| € 0,10                                                                  | € 0,20                            | € 0,50                                                                                                 |
|                                                                         |                                   | |
| Un cavaliere del Principato, presente sul sigillo di Stato              |                                   | |
| € 1,00                                                                  | € 2,00                            | Bordo 2 euro                                                                                           |
|                                                                         |                                   | |
| I volti sovrapposti dei principi Ranieri III e Alberto II               | Il volto del principe Ranieri III | La sequenza "2**" ripetuta sei volte e alternativamente capovolta, dove "*" è sostituito da una stella |

### 2ª serie – Principe Alberto II (dal 2006)
Dell'attuale serie (ad aprile 2015) solo le monete da 1 e 2 euro sono state coniate anche per la circolazione.
| € 0,01                                                                  | € 0,02                           | € 0,05                                                                                                 |
| ----------------------------------------------------------------------- | -------------------------------- | --- |
|                                                                         |                                  | |
| Stemma della famiglia Grimaldi, tratto dallo stemma nazionale monegasco |                                  | |
| € 0,10                                                                  | € 0,20                           | € 0,50                                                                                                 |
|                                                                         |                                  | |
| Monogramma del principe Alberto II                                      |                                  | |
| € 1,00                                                                  | € 2,00                           | Bordo 2 euro                                                                                           |
|                                                                         |                                  | |
| Il volto del principe Alberto II                                        | Il volto del principe Alberto II | La sequenza "2**" ripetuta sei volte e alternativamente capovolta, dove "*" è sostituito da una stella |

La zecca del Principato ha annunciato che il 25 giugno 2025 sarà emessa una serie di 8 valori ordinari con il nuovo ritratto del  Principe Alberto II di Monaco. Difatti, è riconosciuta ad ogni stato la possibilità di mutare ogni 15 anni la faccia nazionale delle monete, a meno che non sia nel frattempo mutato il capo di stato ivi raffigurato.

## Quantità monete coniate
| Monetazione Principe Ranieri III                                                    | Monetazione Principe Ranieri III | Monetazione Principe Ranieri III | Monetazione Principe Ranieri III | Monetazione Principe Ranieri III | Monetazione Principe Ranieri III | Monetazione Principe Ranieri III | Monetazione Principe Ranieri III | Monetazione Principe Ranieri III | Monetazione Principe Ranieri III | Monetazione Principe Ranieri III | Monetazione Principe Ranieri III |
|                                                                                     | Divisionali FDC                  | Divisionali FS                   | Cofanetti FS                     | € 0,01                           | € 0,02                           | € 0,05                           | € 0,10                           | € 0,20                           | € 0,50                           | € 1,00                           | € 2,00                           |
| Circolanti                                                                          | Circolanti                       | Circolanti                       | Circolanti                       | Circolanti                       | Circolanti                       | Circolanti                       | Circolanti                       |                                  |                                  |                                  |                                  |
| ----------------------------------------------------------------------------------- | -------------------------------- | -------------------------------- | -------------------------------- | -------------------------------- | -------------------------------- | -------------------------------- | -------------------------------- | -------------------------------- | -------------------------------- | -------------------------------- | -------------------------------- |
| 2001                                                                                | 20 000                           | 0                                | 0                                | 327 200                          | 373 400                          | 300 000                          | 300 000                          | 366 000                          | 300 000                          | 971 100                          | 899 800                          |
| 2002                                                                                | 40 000                           | 15 500                           | 0                                | *                                | *                                | *                                | 367 200                          | 336 000                          | 324 000                          | 472 500                          | 456 000                          |
| 2003                                                                                | 0                                | 0                                | 0                                | /                                | /                                | /                                | 100 800                          | 100 000                          | 100 000                          | 135 000                          | 228 000                          |
| 2004                                                                                | 0                                | 14 999                           | 0                                | *                                | *                                | *                                | *                                | *                                | *                                | *                                | *                                |
| 2005                                                                                | 0                                | 5 000 1.000                      | 35 000 300                       | * (35 300)                       | * (35 000)                       | * (35 000)                       | /                                | /                                | /                                | /                                | /                                |
| Monetazione Principe Alberto II                                                     |                                  |                                  |                                  |                                  |                                  |                                  |                                  |                                  |                                  |                                  |                                  |
|                                                                                     | Divisionali FDC                  | Divisionali FS                   | Cofanetti FS                     | € 0,01                           | € 0,02                           | € 0,05                           | € 0,10                           | € 0,20                           | € 0,50                           | € 1,00                           | € 2,00                           |
| Circolanti                                                                          | Divisionali FDC                  | Divisionali FS                   | Cofanetti FS                     |                                  |                                  |                                  |                                  |                                  |                                  |                                  |                                  |
| 2006                                                                                | 0                                | 11 180                           | 80                               | *                                | * (11 260)                       | *                                | *                                | *                                | *                                | *                                | *                                |
| 2007                                                                                | 0                                | 0                                | 0                                | /                                | /                                | /                                | /                                | /                                | /                                | 100 000                          | /                                |
| 2008                                                                                | 0                                | 0                                | 0                                | /                                | /                                | /                                | /                                | /                                | /                                | /                                | /                                |
| 2009                                                                                | 8 000                            | 0                                | 0                                | *                                | *                                | *                                | *                                | *                                | *                                | *                                | 250 000                          |
| 2010                                                                                | 0                                | 0                                | 25 000                           | /                                | /                                | /                                | /                                | /                                | /                                | /                                | *                                |
| 2011                                                                                | 7 000                            | 0                                | 0                                | *                                | *                                | *                                | *                                | *                                | *                                | *                                | 1 032 052                        |
| 2012                                                                                | 0                                | 0                                | 0                                | /                                | /                                | /                                | /                                | /                                | /                                | /                                | 1 082 373                        |
| 2013                                                                                | 10 000                           | 0                                | 0                                | *                                | *                                | *                                | *                                | *                                | *                                | *                                | *                                |
| 2014                                                                                | 8 000                            | 0                                | 0                                | *                                | *                                | *                                | *                                | *                                | *                                | 1 000 272                        | 772 000                          |
| 2015                                                                                | 0                                | 0                                | 0                                | /                                | /                                | /                                | /                                | /                                | /                                | /                                | 1 306 782                        |
| 2016                                                                                | 0                                | 0                                | 0                                | /                                | /                                | /                                | /                                | /                                | /                                | 1 000                            | 864 645                          |
| 2017                                                                                | 8 000                            | 0                                | 0                                | *                                | *                                | *                                | *                                | *                                | *                                | *                                | 1 383 528                        |
| 2018                                                                                | 0                                | 0                                | 0                                | /                                | /                                | /                                | /                                | /                                | /                                | 1 000                            | 934 771                          |
| 2019                                                                                | 0                                | 0                                | 0                                | /                                | /                                | /                                | /                                | /                                | /                                | 550 000                          | 1 195 119                        |
| 2020                                                                                | 7 000                            | 0                                | 0                                | *                                | *                                | *                                | *                                | *                                | *                                | 1 087 017                        | 1 000                            |
| 2021                                                                                | 0                                | 0                                | 0                                | /                                | /                                | /                                | /                                | /                                | /                                | 1 167 728                        | 1 035 000                        |
| 2022                                                                                | 0                                | 0                                | 0                                | /                                | /                                | /                                | /                                | /                                | /                                | 1 180 912                        | 1 050 000                        |
| 2023                                                                                | 0                                | 0                                | 0                                | /                                | /                                | /                                | /                                | /                                | /                                | 1 256 833                        | 1 000                            |
| 2024                                                                                | 0                                | 0                                | 0                                | /                                | /                                | /                                | /                                | /                                | /                                | 1 531 092                        | 1 100 000                        |
| / = non emessa, ? = finora sconosciuto, * = emessa solo nelle divisionali ufficiali |                                  |                                  |                                  |                                  |                                  |                                  |                                  |                                  |                                  |                                  |                                  |

## 2 euro commemorativi
Non facendo parte dell'Unione europea, il Principato di Monaco non partecipa alle emissioni comuni.
| Immagine | Anno | Tema                                                                                    | Tiratura  | Emissione         | Incisore                       |
| -------- | ---- | --------------------------------------------------------------------------------------- | --------- | ----------------- | ------------------------------ |
|          | 2007 | 25º anniversario della morte di Grace Kelly                                             | 20.001    | 1º luglio 2007    | Roger Bernard Baron            |
|          | 2011 | Matrimonio del principe Alberto II di Monaco con Charlène Wittstock                     | 147.877   | 2 luglio 2011     | Robert Prat                    |
|          | 2012 | 500º anniversario della fondazione della Sovranità di Monaco                            | 110.000   | 2 luglio 2012     | Robert Prat                    |
|          | 2013 | 20º anniversario dell'adesione di Monaco all'ONU                                        | 1.249.131 | 17 giugno 2013    | Atelier de Gravure Sainquantin |
|          | 2015 | 800º anniversario della costruzione del primo castello costruito sulla rocca            | 10.000    | 14 novembre 2015  | Atelier de Gravure Sainquantin |
|          | 2016 | 150º anniversario della fondazione di Monte Carlo da parte di Carlo III                 | 15.000    | 1º giugno 2016    | Atelier de Gravure Sainquantin |
|          | 2017 | 200º anniversario della Compagnia dei carabinieri del principe                          | 15.000    | 13 novembre 2017  | Atelier de Gravure Sainquantin |
|          | 2018 | 250º anniversario della nascita di François Joseph Bosio                                | 16.000    | 25 giugno 2018    | Atelier de Gravure Sainquantin |
|          | 2019 | Avvento di Onorato V                                                                    | 16.000    | 12 settembre 2019 | Atelier de Gravure Sainquantin |
|          | 2020 | 300º anniversario della nascita del principe Onorato III                                | 15.000    | 1º giugno 2020    | Atelier de Gravure Sainquantin |
|          | 2021 | 10º anniversario di matrimonio del principe Alberto II di Monaco con Charlène Wittstock | 15.000    | 6 ottobre 2021    | Joaquin Jimenez                |
|          | 2022 | 100º anniversario della morte del principe Alberto I Grimaldi di Monaco                 | 15.000    | 7 settembre 2022  | Joaquin Jimenez                |
|          | 2023 | 100º anniversario nascita del principe Ranieri III                                      | 25.000    | 1º giugno 2023    | Joaquin Jimenez                |
|          | 2024 | 500º anniversario del Trattato con Carlo V                                              | 15.000    | 17 giugno 2024    | Joaquin Jimenez                |